# Hafod

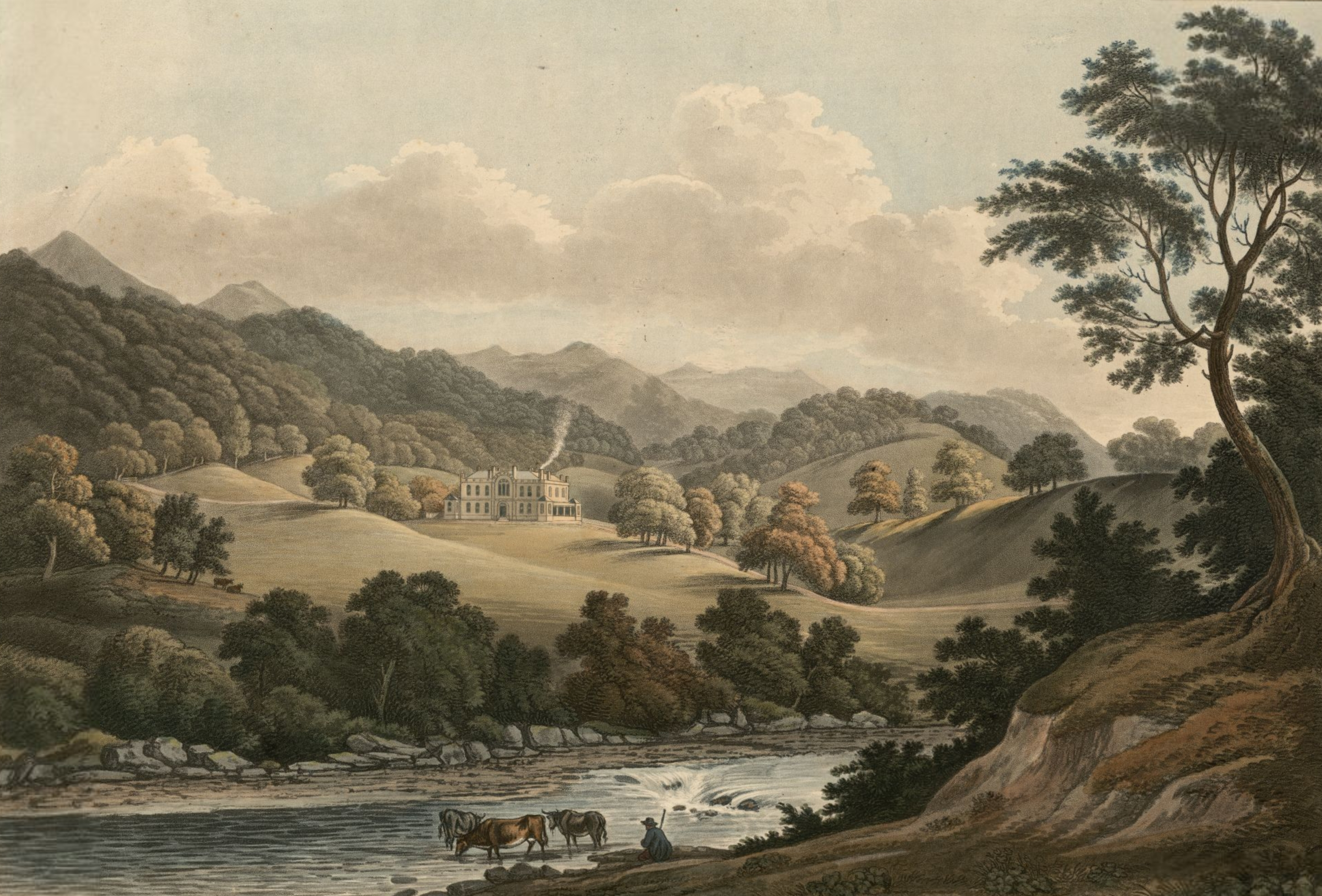
Hafod House, von John Warwick Smith (1795)

Hafod (Estate), auch Hafod Uchtryd, war ein Herrensitz 26 Kilometer südöstlich von Aberystwyth (Wales). Das Anwesen wurde Ende des 18. Jahrhunderts von Thomas Johnes großflächig aufgeforstet und mit Wanderwegen versehen. Die dramatische Landschaft entsprach dem zeitgenössischen Ideal von Picturesque Beauty („malerischer Schönheit“). Nach dem Tod Johnes’ verfielen Gebäude und Wege. Seit Anfang des 21. Jahrhunderts ist das aufgrund seiner Naturschönheit außergewöhnliche Gebiet für Wanderer wieder zugänglich.

## Geschichte

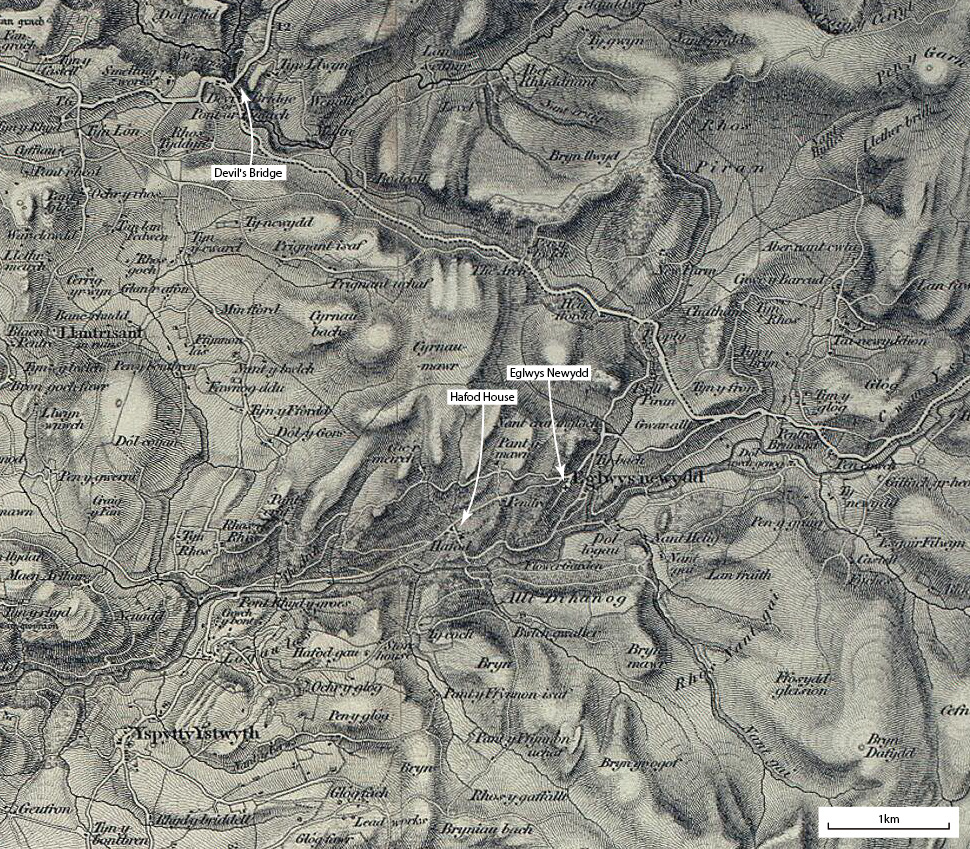
Hafod Estate in einer Karte des Ordnance Survey (gelb markiert, 1:63 360, Blatt 57 von 1834)

Hafod liegt im Tal des Flusses Ystwyth. Thomas Johnes trat das Erbe seines Vaters im Jahr 1780 an (Kerkham 1991, 207). Beeindruckt von der Schönheit und Dramatik der walisischen Landschaft entschloss er sich 1783, Hafod zu seinem dauerhaften Wohnsitz zu machen. Er entwickelte den Plan, das Gebiet zwischen der Devil’s Bridge im Norden und dem Ystwyth-Tal für naturinteressierte Gäste zu erschließen.
Johnes plante zudem, die Landschaft noch „zu verbessern“, seine Vorstellungen einer wild-romantischen Naturanmutung noch zu steigern. Im Zeitraum von 1795 bis 1801 ließ er deshalb umfangreiche Aufforstungen seiner Ländereien vornehmen; es wurden 2.065.000 Bäume gepflanzt, davon über die Hälfte Lärchen (Jacques 2001, 240). Gleichzeitig wurde mit der Einrichtung eines ersten Rundweges begonnen. Dabei legte Johnes Wert darauf, den Wanderer zu Punkten mit besonderer Aussicht auf das Tal, die Berge oder Wasserfälle zu leiten. Die Wege wurden in teilweise waghalsiger Führung an felsigen Abgründen entlang angelegt, Schluchten mit schmalen Brücken überwunden, so über den Ystwyth und den Nant Cau. Auch ein längerer Rundweg für Reiter entstand (Gilpin 1789, 78).

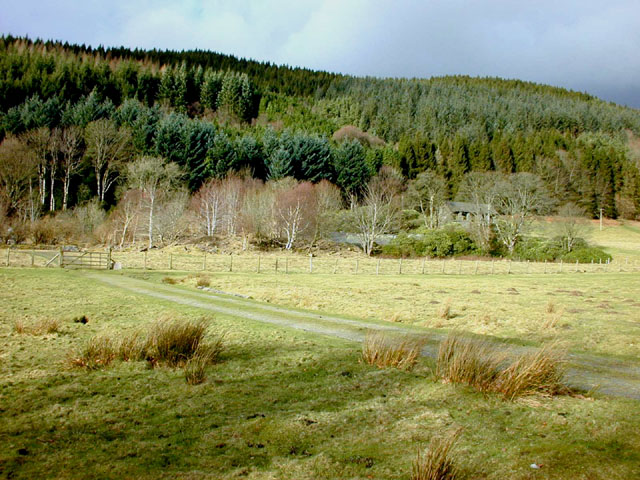
Überreste des Herrenhauses

Ein Gewächshaus wurde 1793 errichtet, ebenso entstanden zwei Blumengärten und eine Reihe von (Garten)lauben. Östlich des Herrenhauses wurde auf einem Hügel inmitten von Eichen eine kleine Kirche gebaut (Account 1799, 18). Doch die Einnahmen aus der Forst- und Weidewirtschaft (Schafe) deckten langfristig die Ausgaben für Johnes' anspruchsvolle Pläne nicht. Hinzu kamen persönliche Schicksalsschläge: 1807 wurde das Herrenhaus durch einen Brand zerstört (Times 1807, 3), der Wiederaufbau erfolgte in ähnlicher, leicht veränderter Form. 1811 starb seine Ehefrau, Jane Johnes, 1812 die einzige Tochter, Mariamne.
Johnes erkrankte und starb 1816 in finanziellen Schwierigkeiten (Jacques 2001, 240). Um 1833 erwarb der Duke of Newcastle den Grundbesitz. Doch bereits 1843 wurde Hafod Estate gemeinsam mit drei weiteren Domänen veräußert; Hafod umfasste zu diesem Zeitpunkt eine Fläche von 5463 Hektar, vorwiegend Weideland, zuzüglich 560 Hektar Wald (Times 1843, 6). In der Folgezeit verfielen die Gebäude, das Wegesystem erfuhr keine Pflege mehr und konnte aus Sicherheitsgründen nurmehr unvollständig begangen werden, weil Brücken eingebrochen waren. Eine Wegepartie zur Nant Cau-Höhle rutschte ab (Kerkham 1991, 212). 1932 wurde die Kirche von Hafod, Eglwys Newydd, durch ein Feuer schwer in Mitleidenschaft gezogen (Times 1932, 16).
Die Forstverwaltung (Forestry Commission) veranlasste 1958 die Sprengung des Herrenhauses, weil die Ruine angeblich eine Gefahr für die Öffentlichkeit darstellte (Times 1958, 12). 1964 wurden Teile von Mrs. Johnes’ Blumengarten durch den Bau einer Forststraße in Mitleidenschaft gezogen, figürlicher Schmuck aus Coade-Stein (Satyr, Nymphe, Flora, Triton) verschwanden. 1990 richtete die Forstverwaltung einen Beirat (garden advisory panel) ein, in der Folge begannen begrenzte Wiederherstellungsarbeiten (Kerkham 1991, 207).

## Bauwerke und Anlagen (Auswahl)

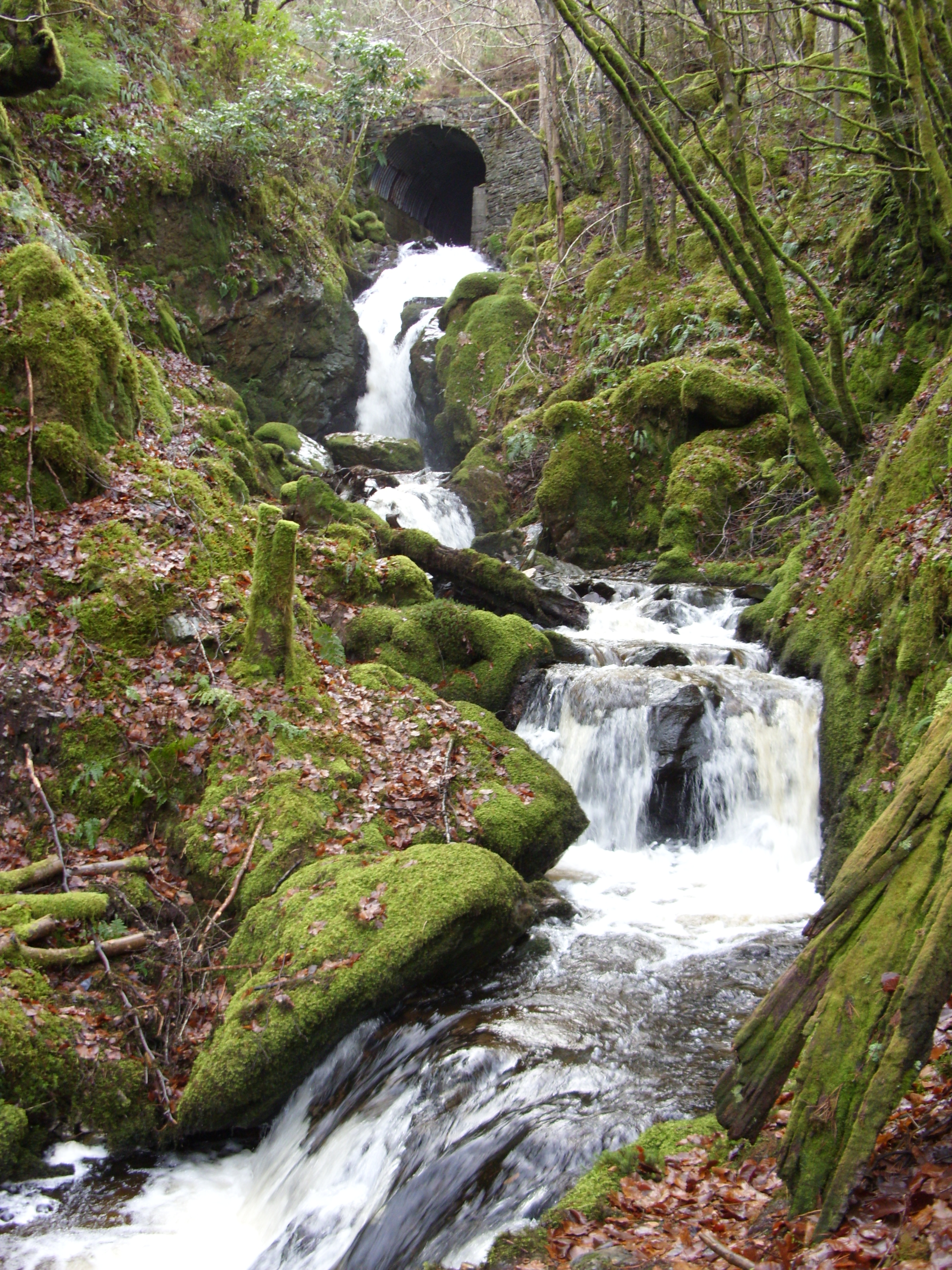
Hafod, Wasserfall und Brücke

- Seat of Johnes Esq., ein Herrenhaus in neugotischem Stil
- Kirche Eglws Newydd, nach dem Plan von James Wyatt (1803)
- Skulpturengruppe zum Gedenken an Johnes’ Tochter, von Francis Leggatt Chantrey (um 1812, aufgestellt 1833)
- Mrs. Johnes’s Blumengarten (1786)
- Mariamne’s Garten, von James Anderson als Alpinum angelegt (1795–1796, 1803 verändert)
- Gewächshaus, von John Nash (1793)
- Bedford-Obelisk (1805)
- gusseiserne Ketten-Hängebrücke über den Ystwych (1805)

## Die Rundwege(walks)
Die zwei bekanntesten Rundwege erhielten ihre Bezeichnung durch William Gilpin. Er nannte sie entsprechend ihrer unterschiedlichen Länge (Gilpin 1789, 78):
- Lady’s Walk: (etwa fünf Kilometer) Der Weg führt auf dem Nordufer des Ystwych zum Flower Garden of Mrs. Johnes („Blumengarten von Mrs. Johnes“), dann in die Nähe des Peiran-Wasserfalls. Der Rückweg geht über Eglwys Newydd zum Herrenhaus.
- Gentleman’s Walk: (etwa zehn Kilometer) Der anspruchsvollere Weg führt in das Gebiet südlich des Ystwych, der zu Beginn auf der Bwlch Gwalter-Brücke überquert wird. Weiter geht es zur Tyloge-Brücke, dann entlang dem Nebenfluss Naunt Cau bis zur Cavern Cascade. Der Rückweg führt am Südufer des Ystwych zurück, dann durch einen Buchenwald (Pant Melyn), durch Allt Dihanog und über eine Brücke. Es existiert eine kleine Abkürzungsgelegenheit.